# Gaston Le Breton
Gaston Le Breton, né le 22 novembre 1845 à Rouen, où il est mort le 12 novembre 1920, est un conservateur de musée français.

## Biographie

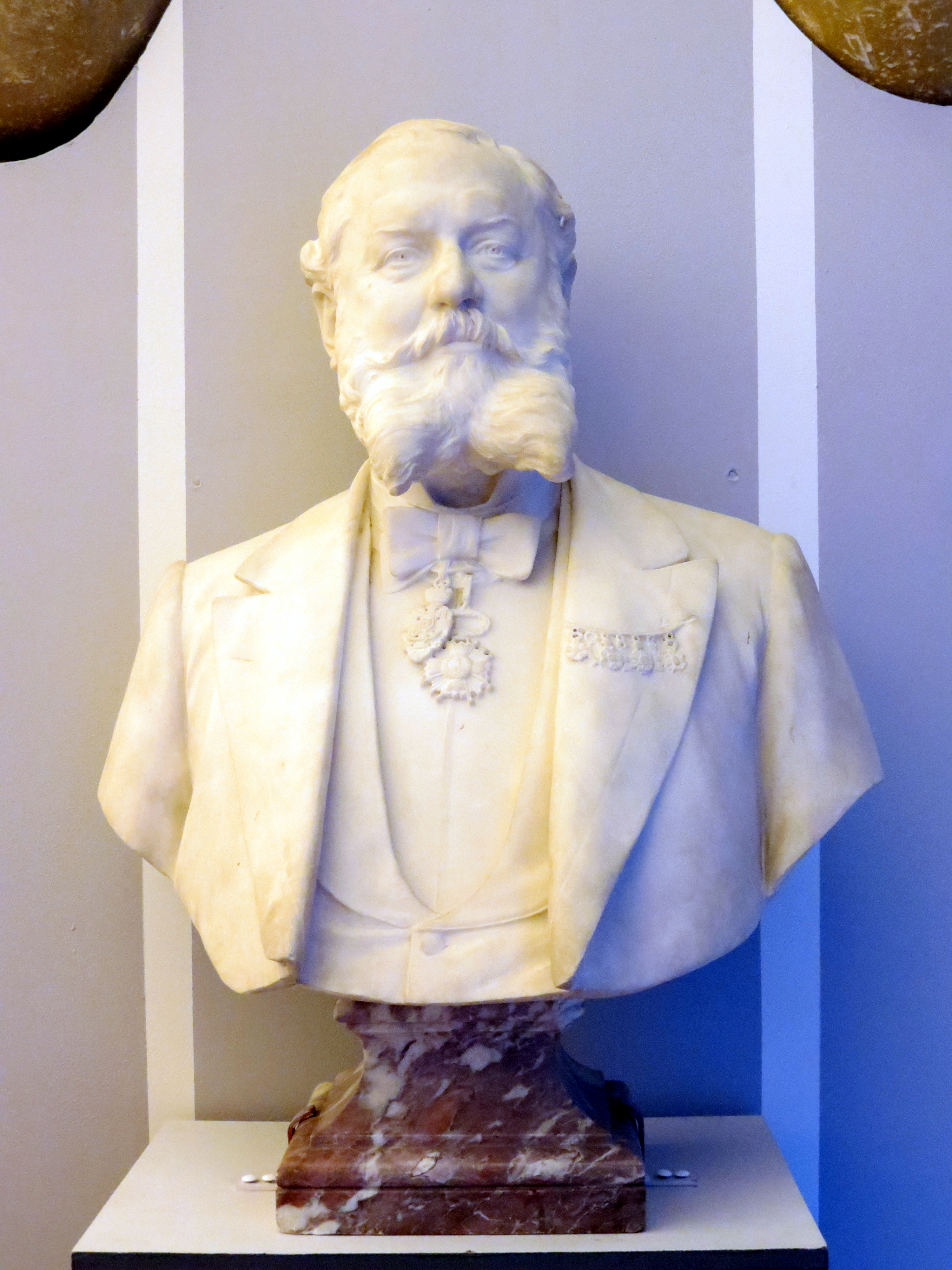
Buste de Gaston Le Breton par Ernest Dubois (1904).

Louis Gaston Le Breton naît le 22 novembre 1845 au no 32 rue du Contrat-Social à Rouen, fils de Nicolas Louis Désiré Le Breton et d'Élise Fanny Dieusy, rentiers. Son aïeul maternel est Pierre Dieusy, négociant et président du tribunal de commerce de Rouen.
Il se marie en 1868 avec Claire Le Verdier, cousine de Pierre Le Verdier.
Gaston Le Breton est directeur du musée de la céramique de Rouen en 1875. En juin 1891, il est nommé directeur du musée départemental des antiquités de la Seine-Inférieure et conservateur de la maison Corneille et des monuments historiques de la Seine-Inférieure en remplacement de Charles Maillet du Boullay décédé. Il est nommé directeur du musée des Beaux-Arts en 1898 puis directeur général des musées de la ville de Rouen en 1901. Il est membre de l'Académie des sciences, belles-lettres et arts de Rouen en 1881, président de la Société des Amis des monuments rouennais en 1886 et membre du Photo-club rouennais. Il est membre-fondateur et président de la Société normande de gravure.
En 1884, il retrouve dans un champ à La Londe des fragments manquants de l'Hercule terrassant l'Hydre de Lerne (musée des Beaux-Arts de Rouen) de Pierre Puget,.
Il est membre correspondant de l'Institut de France en 1887 et de la Société des antiquaires de France. 
Il effectue des fouilles dans les nécropoles d'Akhmîm en Haute-Égypte en 1889.

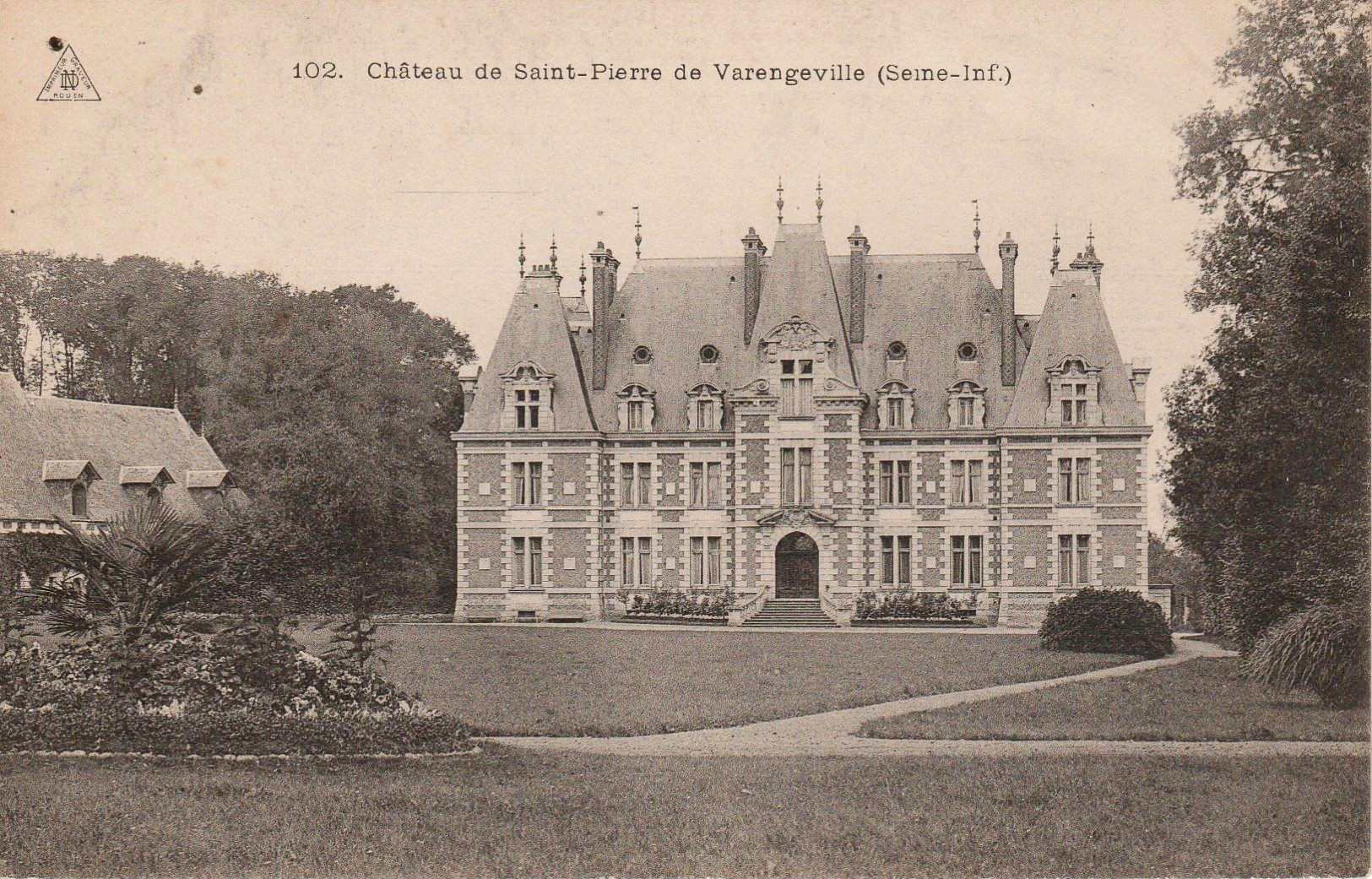
Le château de Saint-Pierre-de-Varengeville.

À partir de 1892, il est conseiller municipal à Saint-Pierre-de-Varengeville où il fait construire un château par l'architecte Lucien Lefort.
Il participe à l'organisation de l'Exposition nationale et coloniale de Rouen en 1896.
Peu favorable à l'impressionnisme, il refuse la donation de François Depeaux du 4 février 1903 au musée des Beaux-Arts de Rouen.
Il est vice-président de la Commission départementale des Antiquités de la Seine-Maritime de 1908 à 1919.
En 1910, par l'intermédiaire de Jacques Seligmann, le collectionneur américain John Pierpont Morgan lui achète sa collection de faïences pour le Metropolitan Museum of Art.
En 1911, il organise avec Émile-Louis Minet l'exposition d'Art normand au musée des beaux-arts de Rouen lors des fêtes du Millénaire normand.
Il demeure au no 87 rue Jeanne-d'Arc puis au no 25 bis rue Thiers à Rouen où il meurt le 12 novembre 1920 à l'âge de 74 ans.
Ses obsèques sont célébrées dans l'église Saint-Godard et il est inhumé au cimetière monumental de Rouen. Ses collections sont vendues aux enchères à la salle Georges Petit et à l'hôtel Drouot à Paris en décembre 1921. Sa veuve fait don de tissus coptes égyptiens au musée des antiquités.
De 1922 à 2006, une salle du musée des antiquités de Rouen portait son nom.

### Liens externes

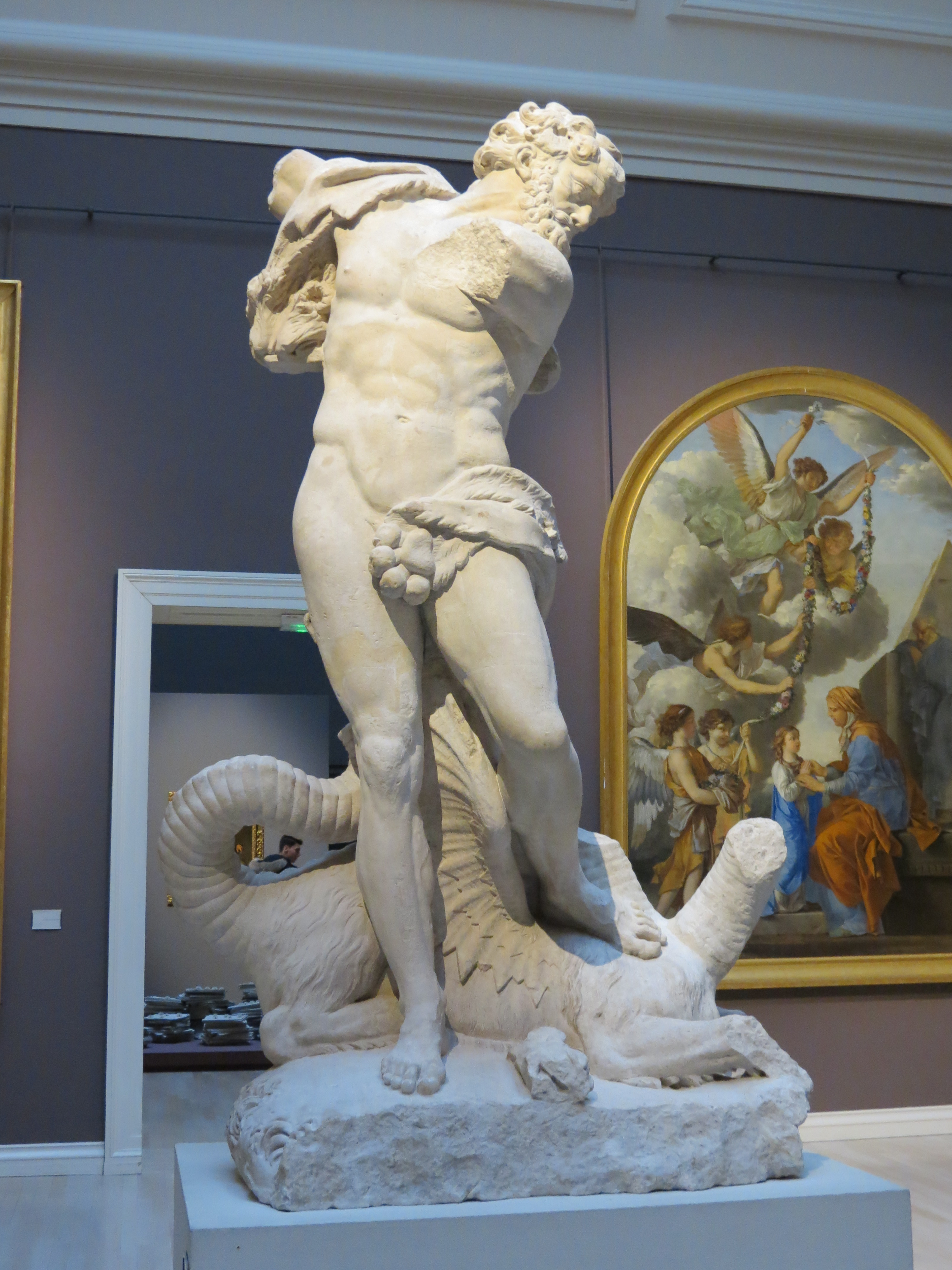
Hercule terrassant l'hydre de Lerne de Pierre Puget, musée des beaux-arts de Rouen.

## Distinctions
- Officier d'académie (20 avril 1878)
- Officier de l'Instruction publique (31 mars 1883)
- Chevalier de l'ordre de l'Immaculée Conception de Vila Viçosa (1891)[13]
- Officier de la Légion d'honneur (décret du 26 janvier 1901)[14]. Il est fait officier par le général Laveuve le 4 mai 1901. Nommé chevalier de la Légion d'honneur par décret du 25 juillet 1885, il est fait chevalier par Alfred Darcel le 26 septembre 1885.
- Officier de l'ordre de Léopold (1903)

## Publications
- Exposition de Quimper. Les Faïences de Quimper et les faïences de Rouen, Rouen, impr. de Lapierre, 1876
- Céramique espagnole. Le Salon en porcelaine du Palais royal de Madrid et les porcelaines de Buen Retiro, Paris, R. Simon, 1879
- Essai iconographique sur Saint-Louis, Paris, Jules Martin, 1880
- Attributions données à des tableaux du musée de Rouen, Paris, impr. de E. Plon, 1881
- Deux pierres tumulaires de l'abbaye de l'Île-Dieu, Paris, Imprimerie nationale, avril 1881
- La céramique polychrome à glaçures métalliques dans l'antiquité, Rouen, impr. de Espérance Cagniard, 1881
- Le sculpteur Jean-Baptiste Lemoyne et l'Académie de Rouen : esquisse biographique et recherches sur les œuvres de cet artiste, Paris, E. Plon et Cie, 1882 (lire en ligne)
- Inventaire des bijoux et de l'orfèvrerie appartenant à Mme la comtesse de Sault, confiés à l'amiral de Villars et trouvés après sa mort en 1595, Paris, Imprimerie nationale, 1882
- La manufacture de porcelaine de Sèvres, d'après un mémoire inédit du XVIIIe siècle, Paris, impr. de E. Plon, 1882
- Le Musée Céramique de Rouen, Rouen, E. Augé, 1883
- Un carrelage en faïence de Rouen du temps de Henri II dans la cathédrale de Langres, Paris, impr. de E. Plon, Nourrit et Cie, 1884
- Essai historique sur la sculpture en cire, Rouen, Espérance Cagniard, 1894, 61 p. (lire en ligne)